# 군사사회학
군사사회학(military sociology)은 사회학의 하위분야이다. 이는 개인 세계를 더 넓은 사회 구조에 연결하라는 찰스 라이트 밀스의 요청과 밀접하게 일치한다. 군사사회학은 군사조직이 아닌 사회 집단으로서의 군대를 체계적으로 연구하는 것을 목표로 한다. 이 고도로 전문화된 하위 학문은 시민 사회보다 더 정의되고 좁은 목적과 가치를 가지고 직업 및 전투에서의 생존과 관련된 공유 이익을 기반으로 강제 집단 행동을 하는 별개의 그룹으로서 군인과 관련된 문제를 조사한다. 군사 사회학은 또한 민군 관계와 다른 그룹이나 정부 기관 간의 상호 작용에도 관심을 갖는다.

## 이론과 방법론
군사사회학은 사회학 자체가 사용하는 방법의 다양성을 반영한다. 여기에는 대규모 데이터 분석, 참가자 관찰, 소셜 네트워크 분석, 조사 연구, 비교 역사, 사례 연구 등이 포함된다. 군사 사회학의 방법에는 철학적 관점과 주장도 포함된다.